# Compagnie Wuillaume-Turner
La Compagnie Wuillaume-Turner, ou Société Wuillaume-Turner, est une société de recherche de houille qui a effectué des sondages et des fosses en plusieurs endroits du Nord et du Pas-de-Calais bien avant les autres Compagnies comme celles d'Aniche et d'Azincourt. Elle est formée vers 1746, et ouvre en 1752 une fosse à Marchiennes, un échec, puis des fosses à Esquerchin et Rœux. En février 1760, la Société est dissoute, mais deux associés, Havez et Lecellier, continuent les sondages, et ouvrent des fosses à Fampoux, Halloy, Bienvillers-au-Bois et Pommier. Toute activité de cette société cesse en 1779. Certaines fosses ont été reprises vers 1838 - 1840 par de nouvelles sociétés de recherche.
Un siècle plus tard, le bassin houiller du Pas-de-Calais a été découvert, démontrant ainsi que la formation carbonifère est bien présente, mais une dizaine de kilomètres plus au Nord.

## Historique
Une compagnie, connue sous le nom de Wuillaume-Turner, s'est formée à Valenciennes vers l'an 1746, pour l'exploitation de la houille en Belgique. Ses fondateurs sont Wuillaume-Turner pour quatre sols, Lagace pour cinq sols, Havez, Dubois et Cerisier pour quatre sols chacun, et Willemart pour un sol, soit un total de 22 sols. Après divers travaux exécutés en Belgique, la Compagnie obtient par arrêt du 7 mars 1752 la concession des mines de charbon de terre, située sur la rive gauche de la Scarpe, depuis sa source jusqu'à son embouchure dans l'Escaut, et de là, sur la Deûle et la Lys.
Elle avait ainsi été substituée au privilège accordé le 6 décembre 1736 à Désandrouin et Taffin, privilège qui venait d'être retiré à ces derniers, après deux délais successifs de six mois qui leur avait été donné pour arriver à découvrir la houille.

### Fosse de Marchiennes
50° 24′ 39″ N, 3° 16′ 52″ E
La Compagnie Turner s'est d'abord établie à Marchiennes et y a creusé un puits, de 3,30 mètres de diamètre, qu'elle ne tarde pas à abandonner à cause des eaux et des sables mouvants. Marchiennes a connu une autre fosse, de 1838 à 1850, exploitée par la Compagnie des Canonniers de Lille. Au XXIe siècle, l'emplacement de la première fosse de Marchiennes n'est pas connu avec précision, mais elle est contenue dans un rayon de 75 mètres.

### Fosse d'Esquerchin
50° 23′ 16″ N, 3° 00′ 27″ E
Les travaux sont reportés à Esquerchin, près de Douai, vers le moulin, où est ouverte en 1752 une fosse. Elle est arrivée à une certaine profondeur, lorsqu'en mars 1755, le cuvelage vient à se rompre. Un mémoire de cette époque relate « qu'il pourrait bien y avoir de la malversation de la part des ouvriers, du monopole, et peut-être de la corruption de la part de gens mal intentionnés ou jaloux de cette entreprise ».
Le cuvelage est réparé, et la fosse inondée est vidée. L'approfondissement est continué à six toises au-dessous des dièves. À cette profondeur, et pour une raison inconnue, la fosse est abandonnée.
La fosse est reprise en mai 1756. En septembre, une coupe d'eau qui paraît être le « torrent » est atteint. Les travaux sont continués avec les plus grandes difficultés, comme en témoigne un rapport envoyé par la Société Havez-Lecellier à l'intendant de Flandres et d'Artois, au début de l'année 1857. Il y est dit « que la fosse d'Esquerchin était arrivée à la profondeur de soixante toises qu'après avoir été obligé de céder à l'effort de l'air et des eaux avec deux machines à pompes. Elle avait dû en faire construire une autre d'une façon supérieure et d'une invention nouvelle, pouvant marcher avec quarante chevaux ... ». 
La société demande de pouvoir obtenir des cultivateurs des villages environnants les chevaux nécessaires au fonctionnement de cette nouvelle machine. L'intendant de Flandres et d'Artois rend, le 17 février 1745, une ordonnance qui permet au sieur Havez, directeur des ponts et chaussées du Hainaut, et associés 
« de prendre, dans le cas de nécessité indispensable, dans les villages d'Esquerchin, Lambres, Corbehem, Izel, Beaumont et autres circonvoisins, autant de chevaux dont ils pourront avoir besoin, pour travailler par attelages de huit chevaux à l'épuisement des eaux de la fosse d'Esquerchin, actuellement profonde de soixante toises, pendant l'espace de deux heures chaque attelage, en payant aux propriétaires douze sols par cheval, en fournissant aussi à chacun un picotin d'avoine, sans cependant que lesdits Havez et Compagnie, puissent contraindre les propriétaires des chevaux, lorsqu'ils seront occupés soit à la culture des terres, soit à la moisson, et en observant de ne point exiger deux fois les chevaux du même propriétaire, qu'après que tous ceux qui en ont, auront fourni les leurs à tour de rôle.
Permettons en outre aux dits sieurs Havez et Compagnie, en cas de refus de la part des propriétaires de fournir leurs chevaux sous aucun prétexte légitime, de les y contraindre.

Enjoignons à cet effet au premier officier de Maréchaussée sur ce requis, de mettre à exécution notre présente ordonnance, laquelle sera exécutée nonobstant opposition ou empiètement quelconque.

Fait à Lille, le 17 février 1757. Signé : de Caumartin. »
Cette ordonnance a été affichée dans toutes les communes des environs de Douai, sous forme de placard, dont il existe un exemplaire aux archives du département, à Arras.
L'approfondissement de la fosse d'Esquerchin a été poussé à 85 toises (165 mètres). Des galeries y ont été ouvertes au midi et au nord, sans résultats, et tous les travaux ont cessé le 9 mai 1758. Les machines, les bâtiments ... sont vendus en octobre 1759. 
Havez et Lecellier estiment la perte de l'entreprise d'Esquerchin à 253 704 livres. 400 chevaux ont été utilisés au mouvement des machines. 
M. Havez, l'un des principaux associés de la Société Wuillaume-Turner, était directeur des ponts et chaussées de la province du Hainaut. Dans une pétition, ou mémoire adressé par lui et Lecellier à l'intendant de Flandres, le 30 avril 1774, quinze ans après l'abandon de la fosse d'Esquerchin, et qui avait pour but des secours maintes fois promis, il est dit que la fosse du Moulin a atteint 660 pieds et il y ajoute : 
« Comme on y avait atteint la tête d'une mine de charbon, on fit cuveler cette fosse pour contenir les eaux dans leur niveau, mais un tremblement de terre, qui se fit de l'hiver 1758 à 1759, en ouvrit le sein, désunit le cuvelage, et occasionna la rentrée des aux dans la fosse, avec tant d'activité qu'on ne put jamais les vaincre, quelques efforts que l'on ait faits pour y parvenir. »
Il est probable que le cuvelage établi avait les mêmes dimensions que ceux utilisés pour les fosses des mines d'Anzin à Anzin et Fresnes. Or, la hauteur du niveau à contenir à Esquerchin est d'environ 70 mètres, tandis qu'il n'est que de quarante mètres dans ces dernières localités. Ainsi s'explique la rupture du cuvelage de la fosse, suivi de son inondation.
Quoi qu'il en soit, l'assertion contenue dans le mémoire de Havez et Lecellier, qu'on avait atteint à Esquerchin « la tête » d'une mine de charbon fait croire plus tard que la houille avait réellement été découverte dans cette localité, et donna lieu à l'idée de l'y rechercher de nouveau en 1837, puis en 1873.
Reprise de la fosse d'Esquerchin
À l'époque de la fièvre de recherches de houille dans le Nord et le Pas-de-Calais, il se forme à Douai le 25 novembre 1837 une Société « pour la recherche de la houille dans les arrondissements de Douai et d'Arras. La Société prend la dénomination de Société d'Esquerchin. Le fonds social est fixé à deux millions, divisé en 400 parts de 5 000 francs. La reprise de la fosse ouverte en 1752 par la Société Willaume-Turner à Esquerchin est entreprise, comme le porte l'acte constitutif de la Société.
Cette fosse, qui avait la forme d'un carré de 2,05 mètres de côté, est déblayée jusqu'à la profondeur de 73 mètres. Sans doute que la partie inférieure présentait des écoulements qui rendaient sa reprise difficile, car on ouvre à la profondeur de 73 mètres un premier bure latéral que l'on creuse jusqu'à 42 mètres, puis un second de 32 mètres, de manière qu'on atteigne la profondeur totale de 147 mètres. Le tourtia a été rencontré à 140,50 mètres. Après l'avoir traversé, on ouvrit à 146 mètres. une bowette au nord, qui a été poussée sur onze mètres de longueur dans le terrain dévonien incliné à 35° vers le sud. La direction des strates était ouest 25° nord.
On manque de détails plus circonstanciés sur cette reprise de la fosse d'Esquerchin. Mais M. Salmon dit dans un mémoire de décembre 1873 :
« En 1841, à la suite de quatre années de travaux pleins de périls, qui avaient entraîné des dépenses fort considérables, la fosse fut abandonnée de nouveau, après la dissolution de la Société prononcée par l'assemblée générale, sur l'avis de M. Lorieux, Ingénieur en chef des mines, basé sur la nature des terrains traversés dans une galerie et un puits ordonné par le même Ingénieur. »
Il résulte du même mémoire que la Société avait sollicité en 1837, la concession de l'ancien périmètre Havez-Lecellier. Des documents déposés aux archives d'Arras, il résulte que MM. Lécuyer, Salmon et Marcel Daudré de St-Quentin, à la date du 18 décembre 1837, auraient commencé dans le courant de ladite année un puits à Brebières, qu'ils se proposaient d'y installer une machine de 100 à 120 chevaux ; que la Société d'Esquerchin, formée par eux le 25 novembre 1837, avait déjà commencé trois puits. La fosse est abandonnée en 1841.

### Fosse de Rœux

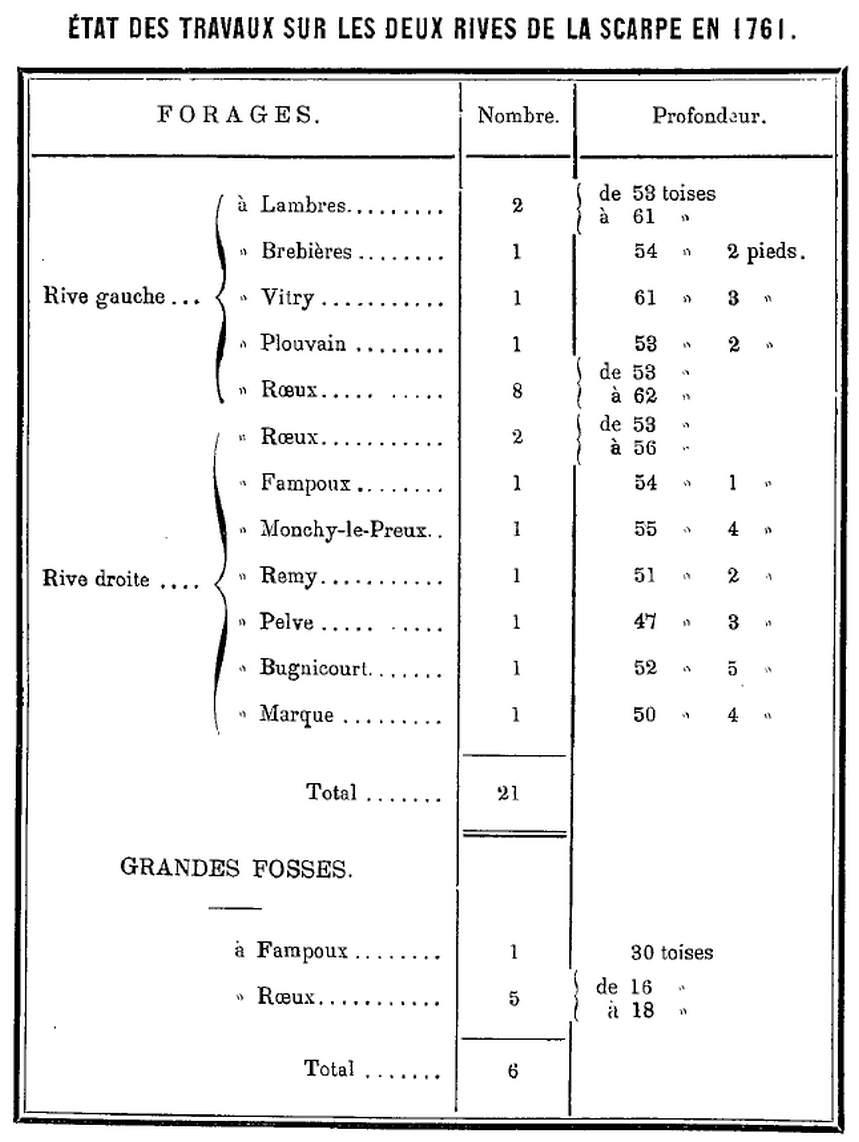
État des travaux sur les deux rives de la Scarpe en 1761.

Après l'abandon de la fosse d'Esquerchin, la Compagnie Willaume-Turner reporte ses travaux plus au sud. Elle sonde en 1758 à Brebières et à Plouvain, mais sans sortir de la craie, à 85 mètres dans la première localité et à 75 mètres dans la seconde. En juillet 1759, elle commence des travaux à Rœux, d'abord un sondage qui, assure-t-on, aurait trouvé le tourtia à 111 mètres, puis une fosse à 400 mètres de la Scarpe qui est abandonnée à douze mètres malgré l'emploi de quatre pompes mues par des machines à chevaux. En février 1760, la Société est dissoute. Havez et Lecellier restent seuls à poursuivre les recherches, et ils l'ont fait avec ardeur, ainsi qu'on peut en juger par l'état ci-contre adressé par Lecellier à l'Intendant de Flandre, le 29 avril 1761.
Havez et Lecellier reprennent en 1760 les deux fosses de Rœux, ouvertes par la Société Turner. Après les avoir fait cuveler jusqu'à 17 toises, ils ont dû les laisser de nouveau à cause des eaux. On y établit deux machines, chacune de quatre pompes de douze pouces. On a eu jusqu'à 120 chevaux employés à les mouvoir. MM. Boca et Compagnie, demandeurs en concession en 1835 des terrains des environs d'Arras, font à cette époque une enquête de laquelle semblerait résulter que les fosses de Rœux auraient été reprises une seconde fois. Des témoins sont venus déposer qu'ils tenaient de leurs pères qu'à Rœux, au lieudit La Chapelle Saint-Hilaire, à une profondeur de 700 et quelques pieds on avait trouvé de la houille qu'on brûla — que des réjouissances eurent lieu pendant trois jours — qu'un Te Deum fut chanté — mais qu'après ces trois jours pendant lesquels on laissa les travaux, les eaux furent retrouvées montées, ce qui força d'abandonner les fosses.

### Fosse de Fampoux
Havez et Lecellier ouvrent en 1763 une nouvelle fosse à Fampoux, à 600 toises à l'occident de Rœux. Elle a eu le même sort que celles ouvertes dans ce dernier village. 

### Fosse d'Halloy
Une autre fosse est ensuite entreprise à Halloy, tout au sud du Pas-de-Calais, à l'ouest de Doullens. Elle est creusée jusqu'à 36 toises de profondeur, et prolongée par un forage au fond de 42 toises.

### Fosse de Bienvillers
50° 10′ 45″ N, 2° 37′ 08″ E
Les tentatives infructueuses pour lesquelles Havez et Lecellier ont en vain demandé des secours aux États d'Artois en 1761 et 1762, ne les découragent pas.
Le 20 mai 1763, ils commencent deux nouveaux puits à Bienvillers-au-Bois, nos 953 et 954, au sud-ouest d'Arras, et poussent l'approfondissement de l'un des puits jusqu'à 648 pieds. Il traverse le tourtia et, si l'on en croit les entrepreneurs, fournit quelques parcelles de charbon d'environ un pouce d'épaisseur.
Les États d'Artois sollicités à bien des reprises de venir en aide aux rechercheurs ont cependant fait des promesses de prêts d'argent, à rembourser sur les extractions de charbon. Lorsque la fosse de Bienvillers a atteint le tourtia, en 1765, Havez et Lecellier réclament l'exécution de ces promesses, en alléguant qu'ils ont trouvé du charbon.
Les États ordonnent la vérification des faits avancés par des commissaires auxquels ont été adjoints des experts appelés de Mons. Le procès-verbal qu'ils rédigent à la suite de leur visite, le 21 février 1766, renferme les indications suivantes :
- 1° Il a été impossible aux experts de descendre dans les fosses à cause des eaux. L'une a 110 toises, et l'autre soixante toises[E 9].
- 2° Ils les ont trouvées placées dans les degrés de longitude et de latitude où passent les veines de charbon[E 9].
- 3° Interpellés de déclarer, après un mur examen des différentes terres extraites des dites fosses, s'ils apercevaient quelqu'indice de charbon, ils ont répondu que si le tourtia, qu'ils voyaient en grande quantité parmi ces terres, était aussi peu enfoncé que les ouvriers employés à ces fosses l'assuraient, il y avait espérance d'extraire aisément du charbon[E 9].
- 4° Enfin, les employés et ouvriers attachés à l'établissement ont déclaré avoir trouvé du charbon dans la fosse. Ils en ont produit des échantillons mêlés à de la terre, et ils ont même ajouté « qu'ils répondaient sur leur vie de mettre dans quinze mois la mine à découvert et en état d'être exploitée »[E 9].

Cependant les États d'Artois sont peu disposés à avancer des fonds pour ces recherches. Les entrepreneurs reviennent à la charge. Ils protestent le 26 février 1766, contre les assertions des experts « étrangers, et intéressés à dire qu'il n'y a pas de charbon à Bienvillers ». Enfin, en 1766 les États accordent un prêt de 12 000 livres, remboursable dès que les fosses seraient en extraction. Cette somme est payée en quatre fois. Mais les fosses ont été abandonnées, et aucun remboursement n'a eu lieu. 
Havez et Lecellier ouvrent ensuite trois nouveaux sondages : l'un à Bienvillers-au-Bois (no 955) à 209 toises des fosses, un deuxième à Pommier (no 956) à 465 toises du précédent, et un troisième (no 957) à Bailleulmont à 954 toises du forage de Pommier.

### Fosse de Pommier
50° 11′ 00″ N, 2° 36′ 39″ E
C'est sur les indications de ces forages que deux puits sont entrepris en 1765 à Pommier, nos 958 et 959. L'un est poussé à 70 toises trois pieds. Le tourtia y aurait été traversé, mais au-dessous, il n'y aurait que « terrains noirs, sableux, inconnus, que les eaux firent abandonner ». La fosse de Pommier a été reprise en 1838. Une lettre de M. Dusouich au Préfet, datée du 15 janvier 1839, dit alors que « la machine à vapeur qui sert actuellement à l'épuisement et à l'extraction des déblais dans la recherche de Pommier ne porte pas de frein ».
Havez et Lecellier continuent leurs recherches jusqu'en 1774. Ils exécutent, disent-ils dans une demande de prorogation de leur privilège, « seize forages de 1761 à 1774, tant sur les allures du Nord que sur celles du Midi ». Ils estiment qu'alors, au 30 août 1774, ils ont dépensé 253 104 livres pour la fosse d'Esquerchin et 243 492 livres en Artois, soit un total de 499 196 livres.
En 1775, ils obtiennent la prorogation de leur privilège jusqu'en 1780. Mais de son côté le marquis de Trainel, qui vient de découvrir la houille à Aniche, a obtenu le 16 août 1779, une extension de sa concession primitive, et l'étendant sur Rœux et les environs, exige l'abandon de tous les travaux de la Compagnie Turner dont toutes les ressources sont d'ailleurs épuisées.
Reprise de la fosse de Pommier
Comme les anciennes fosses de Tilloy, d'Esquerchin, et de Monchy-le-Preux, la fosse de Pommier-Sainte-Marguerite creusée par Havez et Lecellier en 1765, a été reprise en 1838, par la Compagnie Artésienne.
Une machine à vapeur y est installée au commencement de 1839, ainsi que le constate un rapport de M. l'Ingénieur des Mines Dusouich. M. Fournet visite cette fosse le 15 juillet 1840, mais les travaux y sont abandonnés et le matériel vendu depuis deux mois.
D'après l'explication de la carte géologique de la France, le puits de Pommier-Sainte-Marguerite aurait traversé 175 mètres de craie et aurait ensuite atteint le terrain jurassique dont l'épaisseur en ce point est inconnu.
La Compagnie Artésienne s'est formée à Arras, par acte du 7 décembre 1837, dans le but d'étendre ses recherches dans tout le département du Pas-de-Calais et spécialement dans tout l'arrondissement d'Arras. Son capital social est fixé à 2 300 000 francs, divisé en 1 150 actions de 2 000 francs. Les opérations ne doivent commencer qu'après la souscription de 300 actions. Mille actions sont être émises, et 150 tenues en réserve jusqu'à l'obtention de la concession, pour être alors distribuées, pour leur valeur nominale de 2 000 francs, à savoir, dix à chacun des administrateurs et quinze à M. Leroy, administrateur-directeur des travaux. Les actions sont payables par dixième, c'est-à-dire 200 francs comptant, et 2 000 francs au fur et à mesure que le Conseil d'administration l'ordonnerait.